# Bożidar Bożiłow
Bożidar Bożiłow (bułg. Божидар Божилов; ur. 5 kwietnia 1923 roku w Warnie, zm. 2006) – bułgarski poeta, dramaturg, publicysta, krytyk i tłumacz. Ukończył gimnazjum w Warnie i Uniwersytet w Sofii. Wydał kilka tomów poetyckich, między innymi Agitator (Агитатор, 1950) i Miłość i nienawiść (Любов и омраза, 1951) i poemat Dymitrow (Димитров, 1950). Jego wiersze tłumaczyli na język polski Eugeniusz Żytomirski, Władysław Broniewski i Seweryn Pollak. Zostały one zamieszczone w Antologii poezji bułgarskiej z 1954 roku. Wiersz Bolesne w przekładzie Tadeusza Rossa ukazał się w lubelskiej „Kamenie”.